# Constanta universală a gazului ideal
Constanta universală a gazului ideal
sau constanta molară a gazelor
este o constantă fizică care intervine în multe relații din fizică, cum ar fi ecuația de stare a gazului ideal (numită și legea gazelor ideale) sau ecuația lui Nernst. Este similară cu constanta Boltzmann, însă, în loc de a fi exprimată în unități de energie per Kelvin și particulă, este exprimată în unități de energie (ca produs {\displaystyle pV\,} ) per Kelvin și mol. Constanta se exprimă în aceleași unități ca și entropia molară.
Simbolul său este {\displaystyle R\,}, atribuit în onoarea lui Henri Victor Regnault.
În România, valoarea standardizată este:
{\displaystyle R=8,314\,510(70)~{\frac {\mathrm {J} }{\mathrm {mol~K} }}}
unde cifrele din paranteză indică incertitudinea măsurătorilor, în milionimi (la ultimele două cifre), ceea ce dă o eroare relativă de 8,4×10-6
CODATA furnizează o valoare mai exactă:
{\displaystyle R=8,314\,472(15)~{\frac {\mathrm {J} }{\mathrm {mol~K} }}}
cu o eroare relativă de 1,8×10−6.
Ecuația de stare a gazului ideal în care intervine constanta universală a gazului ideal este:
{\displaystyle pV=nRT\,\!}
unde {\displaystyle p\,} este presiunea absolută, {\displaystyle V\,} este volumul gazului, {\displaystyle n\,} este numărul de moli de gaz, iar {\displaystyle T\,} este temperatura.

## Relația cu constanta Boltzmann
Constanta universală a gazului ideal poate fi exprimată ca produs dintre constanta Boltzmann ( {\displaystyle k_{\rm {B}}\,} sau {\displaystyle k\,} ) și numărul particulelor dintr-un mol, dat de numărul lui Avogadro ( {\displaystyle N_{\rm {A}}\,} ):
{\displaystyle R=N_{\rm {A}}k_{\rm {B}},\,}

## Măsurători experimentale
Una dintre metodele de măsurare a constantei universale a gazului ideal se bazează pe măsurarea vitezei sunetului ( {\displaystyle a(p,T)\,} ) în argon la presiunea {\displaystyle p\,} și temperatura {\displaystyle T\,} a punctului triplu al apei (273,16 K) și extrapolarea la presiune zero ( {\displaystyle a(0,T)\,} ). Valoarea {\displaystyle R\,} se obține din relația:
{\displaystyle a^{2}(0,T)={\frac {\gamma RT}{M_{\rm {Ar}}}}}
unde:
{\displaystyle \gamma \,} este coeficientul de transformare adiabatică (5/3 pentru argon);
{\displaystyle M_{\rm {Ar}}\,} este masa molară a argonului.

## Constantele caracteristice ale gazelor ideale
Constanta caracteristică a gazului ideal a unui gaz sau a unui amestec de gaze ( {\displaystyle R_{\rm {M}}\,} ) se obține împărțind constanta universală a gazului ideal la masa molară ( {\displaystyle M\,} ) a gazului sau amestecului de gaze:
{\displaystyle R_{\rm {M}}={\frac {R}{M}}}
Pentru aer uscat, constanta caracteristică are valoarea de 286,9 J/kg K
La fel ca la constanta universală, constantele caracteristice pot fi legate de constanta Boltzmann prin masa moleculară ( {\displaystyle m\,} ) a gazului:
{\displaystyle R_{\rm {M}}={\frac {k_{\rm {B}}}{m}}}
O altă relație importantă în care intervine constanta caracteristică a gazului este cea a lui Robert Mayer:
{\displaystyle R_{\rm {M}}=c_{\rm {p}}-c_{\rm {v}}\,}
unde {\displaystyle c_{\rm {p}}\,} este capacitatea termică masică la presiune constantă, iar {\displaystyle c_{\rm {v}}\,} este capacitatea termică masică la volum constant a gazului sau amestecului de gaze respectiv.
În aplicațiile inginerești se obișnuiește să se noteze cu {\displaystyle R\,} constanta caracteristică a gazului, în loc de constanta universală. În aceste lucrări constanta universală este notată cu {\displaystyle {\overline {R}}\,} sau în alte moduri. În caz de dubiu, ecuația dimensională clarifică tipul constantei la ce se referă notația.